# Rio Cerchez
O Rio Cerchez é um rio da Romênia, afluente do Ceair, localizado no distrito de Constanţa.